# Steinbrüche von Wernsbach
Koordinaten: 49° 10′ 27,6″ N, 11° 4′ 57,1″ O
Die Steinbrüche von Wernsbach sind aufgelassene Steinbrüche nahe Wernsbach, einem Ortsteil von Georgensgmünd im mittelfränkischen Landkreis Roth in Bayern.

## Lage
Die Steinbrüche befinden sich in der Flur Hollerstuben, etwa 1100 Meter südöstlich von Wernsbach und 1400 Meter nordöstlich von Mauk.

## Beschreibung
Das Steinbruchareal stellt das größte zusammenhängende im gesamten Landkreis Roth dar. Auf dem 250 × 500 Meter großen Gelände gibt es verwitterte Felsabbrüche, bis zu acht Meter hohe steile Abbauwände, Steinbögen und künstliche Stollen von aufgelassenen Sandsteinbrüchen. Dort bieten sich gute Einblicke in die unterschiedliche Qualität des ehemals begehrten Sandsteines.
.
Die Steinbrüche sind vom Bayerischen Landesamt für Umwelt als Geotop 576A001 ausgewiesen und wurden mit dem offiziellen Gütesiegel „Bayerns schönste Geotope“ ausgezeichnet. Siehe die Liste der Geotope im Landkreis Roth.

## Geschichte
Der Burgsandstein (Löwenstein-Formation) ist vor etwa 215 Millionen Jahren entstanden. In Rinnen von überfluteten Schwemmebenen setzten sich grobkörnige und feinkörnige Sedimente ab. Dort entstanden besonders feste, verwitterungsresistente Sandsteine, die gerne als massive Bausteine verwendet wurden.
Schon vor rund 600 Jahren wurde hier Burgsandstein gebrochen, bevorzugt im Nebenerwerb und in den Wintermonaten für den Bedarf der umliegenden bäuerlichen Gemeinden. Mit einfachsten Mitteln wurden die Blöcke aus der Wand gelöst und anschließend auf die gewünschten Maße gebrochen. Der beschwerliche Transport der großen Steinquader war für die Pferde und Ochsen eine gewaltige Plackerei, die Fuhrwerke waren danach meist nicht mehr zu gebrauchen. Bearbeitungsspuren von den beschwerlichen Abbautechniken dieser Epoche sind dort nicht mehr zu finden. Der Umfang des Abbaues war so gering, dass im Bayerischen Urkataster von 1808 dort Steinbrüche überhaupt nicht erfasst wurden. Wohl erst nach 1865 fanden die ersten umfangreicheren Sondierungsgrabungen statt. vgl. hierzu: historische Karte 1808–1864. Ein Stolleneingang ist mit der Jahreszahl 1895 beschriftet, diese markiert offensichtlich den Beginn des industriellen Abbaus. In den folgenden 30 Jahren wurden auf einer Fläche von rund einem Zehntel Quadratkilometer möglicherweise bis zu einer Million Kubikmeter Gestein entnommen und die Steinquader bis nach Nürnberg transportiert. Innerhalb weniger Jahrzehnte war praktisch die gesamte Bergkuppe auf einer Höhe von acht bis zehn Metern radikal „abgesägt“ worden. Die Säge- und Bohrspuren sind nach über 100 Jahren Verwitterungseinwirkung noch erkennbar.
Der charakteristische hell-rötliche Burgsandstein prägt das Bild vieler Ortschaften im Landkreis Roth und im Raum Nürnberg. Zum Abbau kamen große dampfgetriebene Gesteinssägen, Bohrer und Hämmer zum Einsatz. Direkt an den Abbruchwänden waren Baracken, Werkzeugschuppen, Notunterstände und ein Kantinenschuppen zur Verköstigung der Arbeiter gebaut. Gesicherte Vorratskeller für Lebensmittel, Getränke, Sprengstoffe, Sanitätsbedarf etc. wurden planmäßig angelegt. Mit dem Bahnanschluss von Georgensgmünd wurde der Transport einfacher. Um 1900 wurde eine sechs Kilometer lange Rollbahn über Petersgmünd nach Georgensgmünd geplant.
Das verlassene Gelände erweckt heute den Eindruck, als hätten die Betreiber angesichts der harten Zeiten des Ersten Weltkrieges beabsichtigt, dort nebenbei, sozusagen als „Abfallprodukt“ eine gut im Wald versteckte Höhenfestung mit einer Größe von 50 × 140 Metern (7000 m²) zu schaffen. Der rapide Verfall der Sandsteinpreise ließ jedoch all diese Projekte scheitern und in den 1930er Jahren ruhte der Steinbruchbetrieb wieder vollständig.
Nach dem Zweiten Weltkrieg wurde er noch einmal für einige Jahre, vor allem für den Wiederaufbau der zerstörten historischen Gebäude, aufgenommen.
Heute dient das Gelände der Freizeitgestaltung und ist ein beliebtes Ziel für Wanderer, Kletterer und Mountainbiker.

## Zugang
Die Steinbrüche sind ganzjährig frei zugänglich. An einigen Stellen besteht große Absturzgefahr.
Erreichbar ist das Gelände zu Fuß oder mit dem Fahrrad über den Wanderweg Nummer 2 oder den Rundwanderweg Der Seenländer von Wernsbach oder Mauk aus. Begrenzte Parkmöglichkeiten bestehen in Wernsbach und in Mauk.